# Pikk Hermann
Pikk Hermann (el Gran Hermann) es una torre del Castillo de Toompea, situado en la colina de Toompea en Tallin, la capital de Estonia. La primera parte de la torre fue construida entre los años 1360-70. Posteriormente, la torre se reconstruyó hasta una altura de 45,6 m) en el siglo XVI. A lo alto de la torre se accede mediante una escalera de caracol de 215 escalones.
La torre de Pikk Hermann se encuentra junto al edificio del Parlamento de Estonia, y la bandera de Estonia que en lo alto de la torre ondea a 95 m s. n. m. es uno de los símbolos de soberanía en Estonia.
La bandera, que mide 191 cm por 300 cm, se iza mientras el himno nacional se está tocando a la hora del amanecer (pero no más temprano de las 7 de la mañana) y se arría en el momento del ocaso (pero no después de las 10 de la noche). Mientras se arría la bandera, se escucha la canción popular «Mu isamaa on minu arm».